# Calligaster williamsi
Calligaster williamsi är en stekelart som beskrevs av Joseph Charles Bequaert 1940.
Calligaster williamsi ingår i släktet Calligaster och familjen Eumenidae. Inga underarter finns listade i Cataöogue of Life.